# Clara Elisabeth von Platen

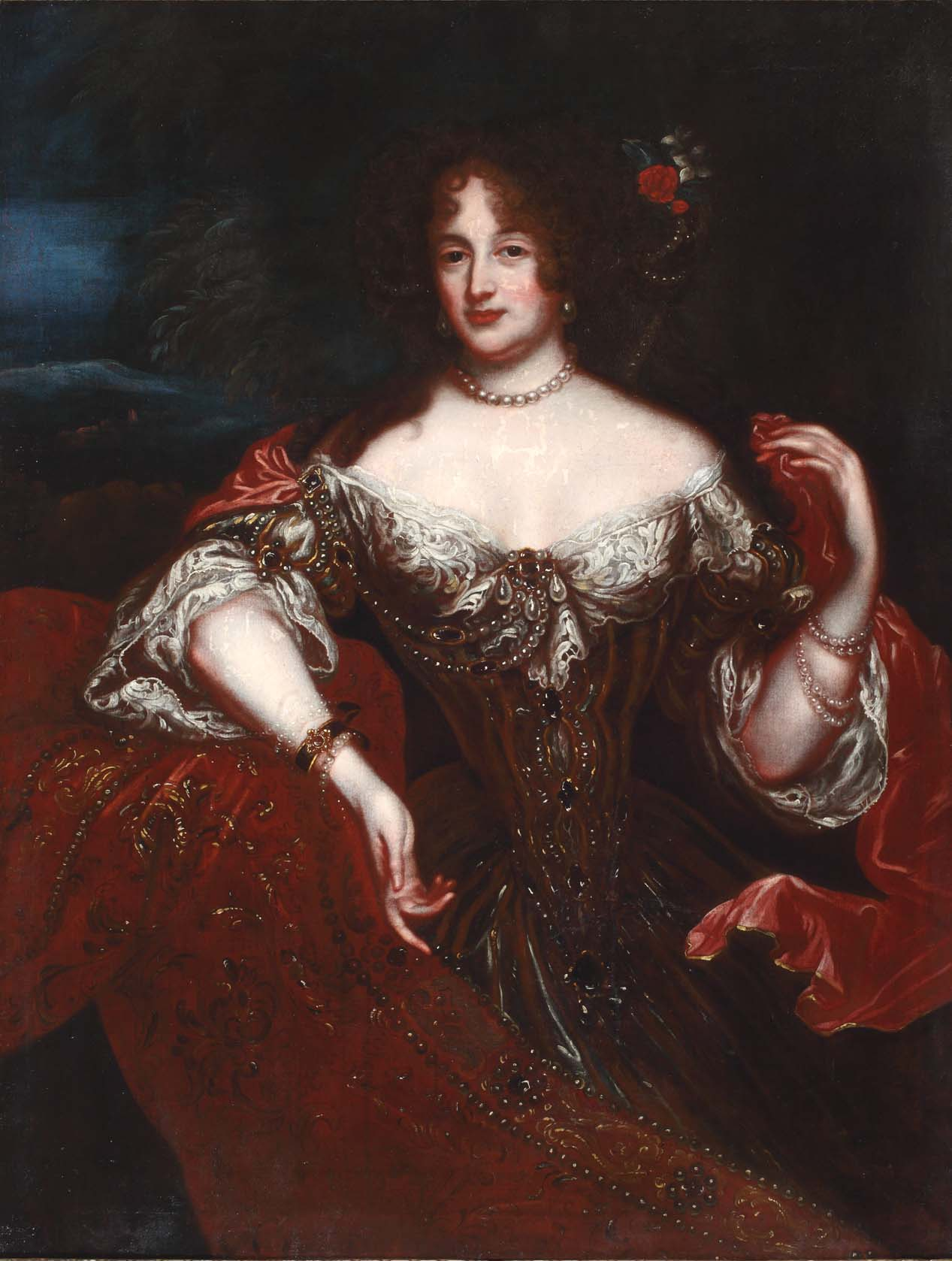
Clara Elisabeth von Platen

Clara Elisabeth Gräfin von Platen, geborene von Meysenbug (* 24. Januar 1648 auf Schloss Eilhausen im hessischen Land Waldeck; † in der Nacht vom 30. Januar auf den 31. Januar 1700 auf Schloss Monbrillant im heutigen Welfengarten in Hannover) war die Mätresse des späteren Kurfürsten Ernst August von Braunschweig-Lüneburg und Drahtzieherin in der Königsmarck-Affäre.

## Leben
Clara Elisabeth war die älteste Tochter des Georg Philipp von Meysenbug (1620–1669) und seiner Ehefrau Anna Elisabeth von Meysenbug (1625–1680). Ihr Vater versuchte vergeblich, sie und ihre Schwester Catharina am französischen Hof zu Versailles unterzubringen. Nach deren Ablehnung zogen sie an den Hof des Herzogs Ernst August von Braunschweig-Lüneburg. Am Hof zu Hannover wurde sie Hofdame der Herzogin Sophie von der Pfalz.
Um 1672 herum wurde sie Mätresse des Herzogs und übte großen Einfluss auf ihren Liebhaber aus. Aus der Liaison gingen ein Sohn und eine Tochter hervor:
- Ernst August (1674–1726)
- Sophia Charlotte (1675–1725)

Im September 1673 heiratete Clara Elisabeth in Hildesheim den Prinzenerzieher Franz Ernst von Platen (1631–1709). Ihr Mann machte sehr schnell Karriere, er wurde Ministerpräsident und zum Grafen erhoben. Die beiden während seiner Ehe von Herzog Ernst August mit seiner Frau gezeugten Kinder erkannte er als seine eigenen an. Zur gleichen Zeit war Clara Elisabeths jüngere Schwester Catharina die Mätresse des Kurprinzen Georg Ludwig, bis zu dessen Heirat (1682) mit der Prinzessin Sophie Dorothea von Braunschweig-Lüneburg-Celle.
Herzog Ernst August schenkte der Gräfin die später zum Gasthof umgebaute Immobilie König von Hannover.
Endlose Familienquerelen des Herzogs wusste Clara Elisabeth zu ihren Gunsten auszunutzen und galt als die mächtigste Frau Hannovers. Als 1688 Philipp Christoph von Königsmarck in die Dienste des Kurprinzen eintrat, war sie vom Charme des 17 Jahre jüngeren Grafen sehr angetan. Ob sie ein sexuelles Verhältnis mit ihm einging, ist nicht bekannt. Im Januar 1694 versuchte sie ihre Tochter Sophia Charlotte mit dem Grafen zu verheiraten, doch Königsmarck, der seit März 1692 eine sexuelle Beziehung mit Sophie Dorothea, der Gattin seines Kurprinzen, unterhielt, lehnte ab. Aufgrund dieser Kränkung durch Graf Königsmarck offenbarte Clara Elisabeth dem Kurprinzen den Seitensprung seiner Gattin. Im Zuge dieser „Königsmarck-Affäre“ verschwand Graf Königsmarck spurlos und Sophie Dorothea wurde für den Rest ihres Lebens auf Schloss Ahlden inhaftiert.
Nach dem Tod Clara Elisabeths waren Abschriften eines Geständnisses im Umlauf, das sie auf ihrem Totenbett gemacht haben soll. In diesem gab sie ihre Mitschuld an Königsmarcks Tod zu. Das Originaldokument selber ist allerdings verschwunden.